# Acacia baileyana
Espèce
Répartition géographique
Classification phylogénétique
Acacia baileyana est une espèce de plantes à fleurs de la famille des Fabaceae. C'est un arbre originaire de Nouvelle-Galles du Sud en Australie. Il a été naturalisé ailleurs dans le monde.

## Description
C'est un petit arbre pouvant atteindre 10 m de haut et 6 de large. Les feuilles sont grises, bipennées. Les cosses sont bleuâtres quand elles sont jeunes.

## Taxonomie
Ferdinand von Mueller a honoré le botaniste australien Frederick Manson Bailey en nommant l'espèce.